# Вичини-Равацоли (Пјаченца)
Вичини-Равацоли је насеље у Италији у округу Пјаченца, региону Емилија-Ромања.
Према процени из 2011. у насељу је живело 29 становника. Насеље се налази на надморској висини од 530 м.